# Sammael

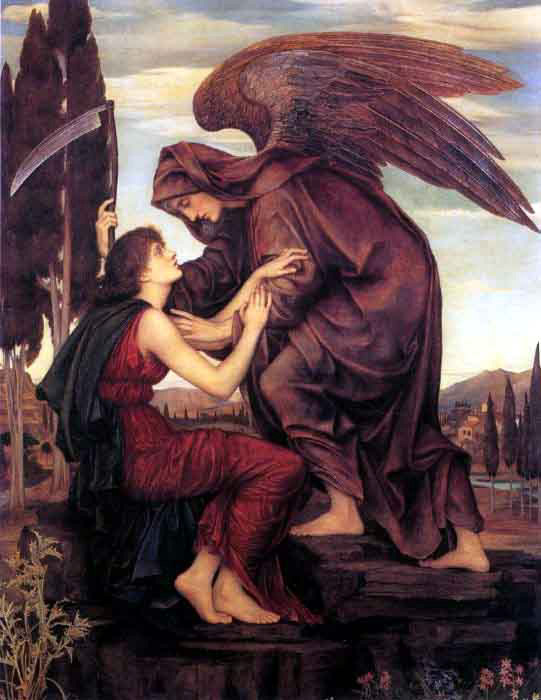
The Angel of Death I de Evelyn De Morgan

Sammael o Samael (literalment "verí de Déu") és el nom d'un arcàngel lligat a la tradició talmúdica que usa el seu poder de manera ambigua, car no sempre duu a terme bones accions i a vegades fa caure en la temptació els homes, com si fos un dimoni. S'identifica amb aquesta figura l'àngel que va impedir el sacrifici d'Isaac i posteriorment va esdevenir l'àngel de la guarda d'Esaú. El seu nom ha passat a la cultura popular i com a tal apareix en videojocs i còmics de fantasia